# Wanda Makuch-Korulska
Wanda Makuch-Korulska (* 12. Oktober 1919 in Warschau; † 1. April 2007 ebenda) war eine polnische Neurologin, Professorin an der Warschauer Medizinischen Universität und Kämpferin im Polnischen Widerstand von 1939 bis 1945. Von der Gedenkstätte Yad Vashem wurde sie als Gerechte unter den Völkern ausgezeichnet.

## Leben
Makuch-Korulska machte 1938 ihr Abitur und begann ein Studium der Medizin an der medizinischen Fakultät der Universität Warschau. Während des Zweiten Weltkrieges war sie Instrukteurin von Militär-Vorbereitungskursen für Frauen für den Untergrundkampf. Während der deutschen Besetzung Polens arbeitete sie mit der Polnischen Heimatarmee (polnisch: Armia Krajowa, AK) zusammen, mit deren Verdienstorden sie in London ausgezeichnet wurde, und nahm auch am Warschauer Aufstand teil.
1947 schloss sie ihr Medizinstudium ab und promovierte 1952 an der Neurologischen Klinik der Medizinischen Akademie in Warschau bei Adam Opalski mit der Arbeit Objawy neurologiczne w chorobie Cushinga (Neurologische Symptome beim Cushing-Syndrom).
Im Nachkriegspolen war Makuch-Korulska viele Jahre Mentorin der Studenten an der Neurologischen Klinik der Medizinischen Akademie in Warschau sowie Vertrauensärztin der Botschaft der USA in Polen.
1994 wurde sie von der Gedenkstätte Yad Vashem für die Rettung von Juden mit der Medaille Gerechter unter den Völkern ausgezeichnet.